# Fodermester
En fodermester er en person, der forestår pasning og fodring af husdyr på en gård.
I reglen har en fodermester både en praktisk og en teoretisk uddannelse fra en landbrugsskole.
Der er i reglen tale om pasning af større dyr som heste, køer og grise. Fodermesteren er ansvarlig for fodring, malkning og opdræt af fx kalve. Der er dog også nævnt et eksempel på, at fodermesteren har taget sig af biavl.
En ældre betegnelse er en røgter.
En fodermester kan være specialiseret, fx fodermester ved en galopstald.
En fodermesterstorm kaldes en storm med velkendte forvarsler.